# Wronowy (stacja kolejowa)
Wronowy – nieczynna stacja kolejowa we Wronowach, w województwie kujawsko-pomorskim, w Polsce.